# Achicourt
Achicourt – miejscowość i gmina we Francji, w regionie Hauts-de-France, w departamencie Pas-de-Calais.
Według danych na rok 1990 gminę zamieszkiwało 7 959 osób, a gęstość zaludnienia wynosiła 1340 osób/km² (wśród 1549 gmin regionu Nord-Pas-de-Calais Achicourt plasuje się na 107. miejscu pod względem liczby ludności, natomiast pod względem powierzchni na miejscu 599.).

## Współpraca
- Idar-Oberstein, Niemcy